# Odontomachus brunneus
Odontomachus brunneus es una especie de hormiga del género Odontomachus, familia Formicidae. Fue descrita científicamente por Patton en 1894.
Se distribuye por Brasil, Colombia, Costa Rica, Cuba, Ecuador, El Salvador, Estados Unidos, México, Perú, Puerto Rico, Surinam, Venezuela y Trinidad y Tobago. Se ha encontrado a elevaciones de hasta 619 metros. Habita en bosques secundarios, palmeras y matorrales.